# Alypia ornata
Alypia ornata là một loài bướm đêm trong họ Noctuidae.